# Agrypnetes
Genre
Le genre Agrypnetes appartient à l'ordre des trichoptères et à la famille des phryganidés. Il se distingue des autres genres de sa famille par la répartition des éperons situés sur ses pattes : toute la famille des phryganidés se reconnait à une disposition en 2-4-4 (2 éperons sur chaque patte antérieure, 4 sur chaque patte moyenne, 4 sur chaque patte postérieure), alors que les Agrypnetes se distinguent en présentant une disposition en 1-2-2.
En Europe, on trouve surtout une espèce :
- Agrypnetes crassicornis